# パリ・ブリュッセル・アムステルダム間の列車

赤 : TEEの運行経路
青 : タリスの経路（2009年12月以降）

パリ・ブリュッセル・アムステルダム間の列車は、フランスのパリとベルギーのブリュッセルおよびオランダのアムステルダムを結ぶ国際列車である。

## 概要
この三都市間には19世紀以来、国際列車が頻繁に運行されている。
1920年代から30年代には国際寝台車会社の客車による豪華列車があった。1950年代以降はTEEの主要な運行経路の一つであり、最盛期にはパリ - ブリュッセル間に一日6往復のTEEがあった。1990年代以降は高速列車タリスに置き換えられている。

また本項では主としてパリを起点とする列車について記述する。

## 列車名一覧
1920年代から1990年代まで、パリとブリュッセルあるいはアムステルダムを結んでいた昼行列車の列車名、種別、運行区間等は以下の通り。この他にも固有の名前のない列車もあった。タリスには個別の列車名はつけられていない。
フランス語の列車名についてはエリジオンした定冠詞を省略することもある。以下では省略した表記を用いる。

### 第一次大戦まで

パリ - ブリュッセル間の経路
赤 : サン＝カンタン経由
青 : ヴァランシエンヌ経由
橙 : パリ - コンピエーニュ間の別経路
灰色 : LGV北線およびベルギー高速鉄道1号線

### 一覧表
| 列車名                                                              | 期間            | 種別                     | 区間                                                 | 列車名の由来                                       |
| ------------------------------------------------------------------- | --------------- | ------------------------ | ---------------------------------------------------- | -------------------------------------------------- |
| エトワール・デュ・ノール L' Étoile du Nord レトワール・デュ・ノール | 1929年 - 1939年 | 特急（プルマン車）       | パリ北駅 - アムステルダム中央駅                      | フランス語で「北極星」                             |
| エトワール・デュ・ノール L' Étoile du Nord レトワール・デュ・ノール | 1946年 - 1957年 | 特急                     | パリ北駅 - アムステルダム中央駅                      | フランス語で「北極星」                             |
| エトワール・デュ・ノール L' Étoile du Nord レトワール・デュ・ノール | 1957年 - 1984年 | TEE                      | パリ北駅 - アムステルダム中央駅                      | フランス語で「北極星」                             |
| エトワール・デュ・ノール L' Étoile du Nord レトワール・デュ・ノール | 1984年 - 1987年 | インターシティ           | パリ北駅 - アムステルダム中央駅                      | フランス語で「北極星」                             |
| エトワール・デュ・ノール L' Étoile du Nord レトワール・デュ・ノール | 1987年 - 1996年 | ユーロシティ             | パリ北駅 - アムステルダム中央駅                      | フランス語で「北極星」                             |
| オワゾ・ブルー L'Oiseau Bleu ロワゾ・ブルー                         | 1929年 - 1937年 | 特急（プルマン車）       | パリ北駅 - アントウェルペン中央駅                    | フランス語で「青い鳥」                             |
| オワゾ・ブルー L'Oiseau Bleu ロワゾ・ブルー                         | 1937年 - 1939年 | 特急（プルマン車）       | パリ北駅 - アムステルダム中央駅                      | フランス語で「青い鳥」                             |
| オワゾ・ブルー L'Oiseau Bleu ロワゾ・ブルー                         | 1947年 - 1952年 | 特急                     | パリ北駅 - ブリュッセル南駅                          | フランス語で「青い鳥」                             |
| オワゾ・ブルー L'Oiseau Bleu ロワゾ・ブルー                         | 1952年 - 1957年 | 特急                     | パリ北駅 - ブリュッセル北駅                          | フランス語で「青い鳥」                             |
| オワゾ・ブルー L'Oiseau Bleu ロワゾ・ブルー                         | 1957年 - 1965年 | TEE                      | パリ北駅 - ブリュッセル南駅                          | フランス語で「青い鳥」                             |
| オワゾ・ブルー L'Oiseau Bleu ロワゾ・ブルー                         | 1965年 - 1984年 | TEE                      | パリ北駅 - ブリュッセル北駅                          | フランス語で「青い鳥」                             |
| イル・ド・フランス L'Ile de France リル・ド・フランス               | 1957年 - 1984年 | TEE                      | パリ北駅 - アムステルダム中央駅                      | パリ周辺の地域名イル＝ド＝フランス                 |
| イル・ド・フランス L'Ile de France リル・ド・フランス               | 1984年 - 1987年 | TEE                      | パリ北駅 - ブリュッセル南駅                          | パリ周辺の地域名イル＝ド＝フランス                 |
| イル・ド・フランス L'Ile de France リル・ド・フランス               | 1987年 - 1993年 | ユーロシティ（一等のみ） | パリ北駅 - ブリュッセル南駅                          | パリ周辺の地域名イル＝ド＝フランス                 |
| イル・ド・フランス L'Ile de France リル・ド・フランス               | 1993年 - 1995年 | TEE（一二等）            | パリ北駅 - ブリュッセル南駅                          | パリ周辺の地域名イル＝ド＝フランス                 |
| ブラバント Brabant                                                  | 1963年 - 1984年 | TEE                      | パリ北駅 - ブリュッセル南駅                          | ベルギーのブラバント州（ブリュッセル周辺）         |
| ブラバント Brabant                                                  | 1984年 - 1987年 | インターシティ           | パリ北駅 - ブリュッセル南駅                          | ベルギーのブラバント州（ブリュッセル周辺）         |
| ブラバント Brabant                                                  | 1987年 - 1993年 | ユーロシティ             | パリ北駅 - ブリュッセル南駅                          | ベルギーのブラバント州（ブリュッセル周辺）         |
| ブラバント Brabant                                                  | 1993年 - 1995年 | TEE（一二等）            | パリ北駅 - ブリュッセル南駅                          | ベルギーのブラバント州（ブリュッセル周辺）         |
| メムリンク Memling                                                  | 1974年 - 1984年 | TEE                      | パリ北駅 - ブリュッセル南駅                          | 15世紀フランドルの画家ハンス・メムリンク           |
| ルーベンス Rubens                                                   | 1974年 - 1987年 | TEE                      | パリ北駅 - ブリュッセル南駅                          | 17世紀フランドルの画家ピーテル・パウル・ルーベンス |
| ルーベンス Rubens                                                   | 1987年 - 1993年 | ユーロシティ（一等のみ） | パリ北駅 - ブリュッセル南駅                          | 17世紀フランドルの画家ピーテル・パウル・ルーベンス |
| ルーベンス Rubens                                                   | 1993年 - 1995年 | TEE（一二等）            | パリ北駅 - ブリュッセル南駅                          | 17世紀フランドルの画家ピーテル・パウル・ルーベンス |
| ヴァトー Watteau                                                    | 1993年 - 1995年 | TEE（一二等）            | パリ北駅 - ブリュッセル南駅                          | 18世紀フランスの画家アントワーヌ・ヴァトー         |
| （無名）                                                            | 1981年 - 1985年 | インターシティ           | パリ北駅 - ケルン中央駅など （ブリュッセル南駅経由） |                                                    |
| ディアマント Diamant                                                | 1985年 - 1987年 | インターシティ           | パリ北駅 - ケルン中央駅など （ブリュッセル南駅経由） | ドイツ語でダイヤモンド                             |
| ギュスターヴ・エッフェル Gustave Eiffel                             | 1987年 - 1993年 | ユーロシティ             | パリ北駅 - ケルン中央駅など （ブリュッセル南駅経由） | フランスの技師ギュスターヴ・エッフェル             |
| ジャック・ブレル Jacques Brel                                       | 1993年 - 1997年 | ユーロシティ             | パリ北駅 - ケルン中央駅など （ブリュッセル南駅経由） | ベルギーの歌手ジャック・ブレル                     |

### 高速鉄道へ

フランス・ベルギー国境 - ブリュッセル間の経路と列車種別の変遷。
緑 : TEE, ユーロシティ
青 : TGV
赤 : タリス
太線 : LGV（高速新線）
細線 : 在来線
点線 : 建設中のLGV

#### DE4型/RAm型

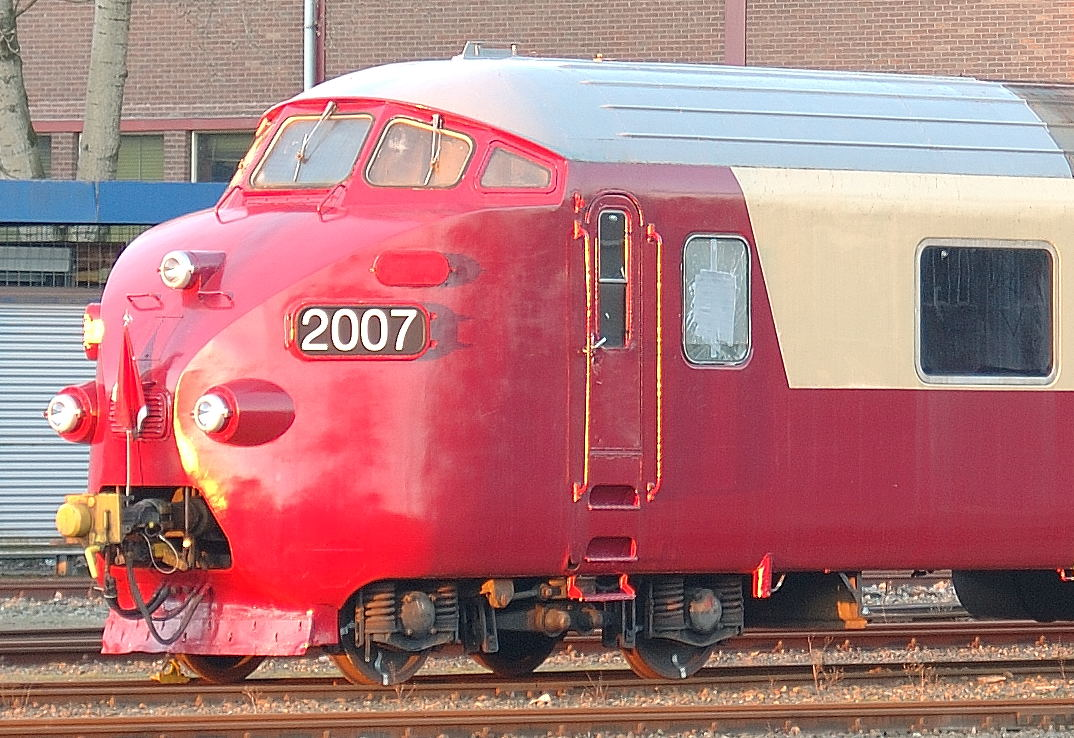
DE4型気動車（復元車）

#### 電気機関車

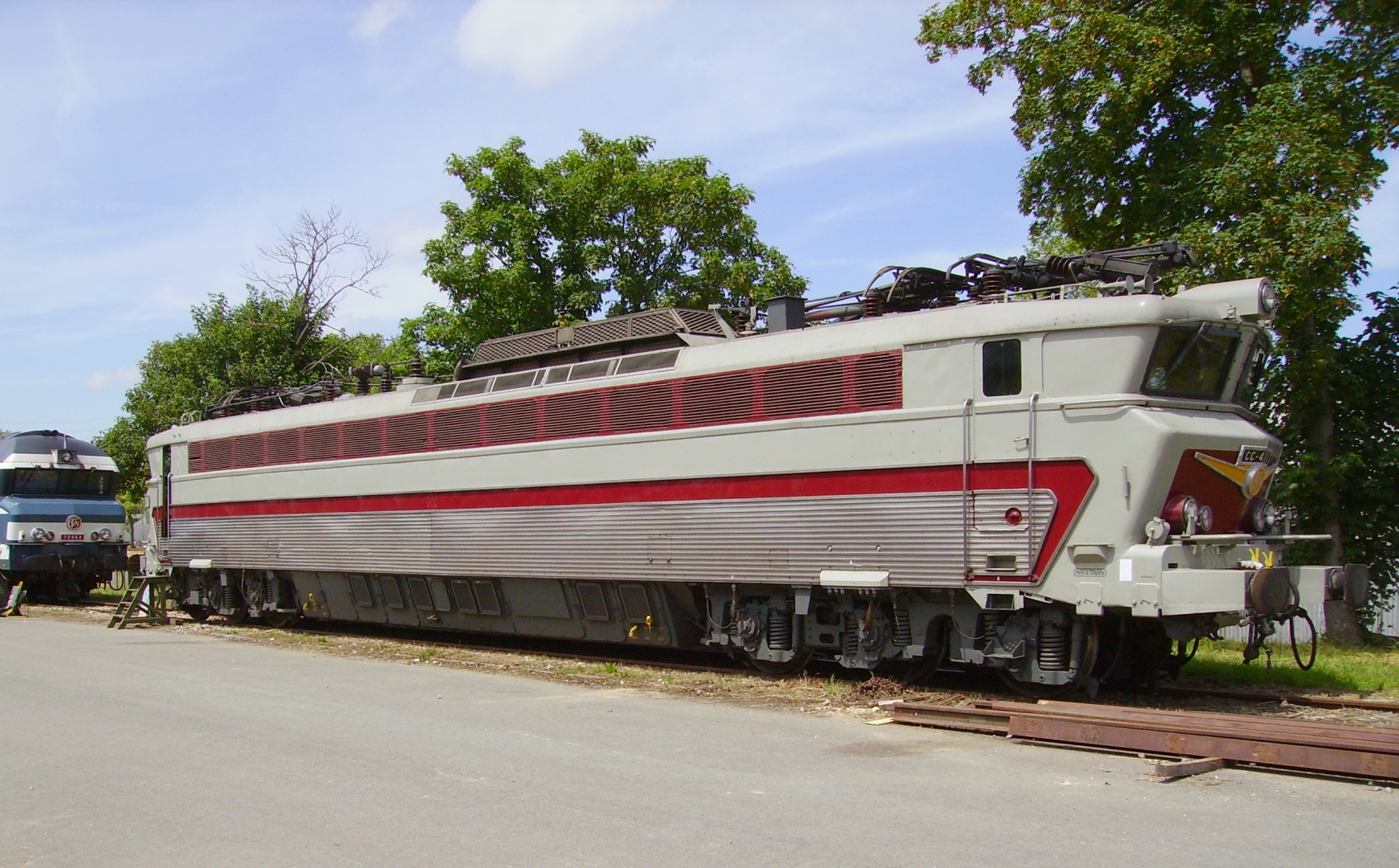
フランス国鉄CC40100形機関車